# Приз имени Джулиуса Ирвинга
Приз и́мени Джу́лиуса И́рвинга (англ. Julius Erving Award) — это ежегодная баскетбольная награда, вручаемая Залом славы баскетбола имени Джеймса Нейсмита лучшему лёгкому форварду в студенческом мужском баскетболе. Премия названа в честь лёгкого форварда, чемпиона НБА, 2-кратного чемпиона АБА, самого ценного игрока НБА, 11-кратного участника матча всех звёзд НБА Джулиуса Ирвинга.
Первым обладателем этой награды стал Стэнли Джонсон из Аризонского университета. Действующим обладателем этой премии является Саддик Бей из университета Вилланова.